# Be Mine (пісня Ofenbach)
«Be Mine» — пісня французького ді-джей-дуету Ofenbach. Пісня зайняла 5-те місце на French Singles Chart. Пісня була сертифікована SNEP як діамантова.

## Чарти

### Тижневі чарти
| Чарт (2017)                          | Найвища позиція |
| ------------------------------------ | --------------- |
| Австрія (Ö3 Austria Top 75)          | 4               |
| Бельгія (Ultratop Flanders)          | 38              |
| Бельгія (Ultratop Wallonia)          | 15              |
| Канада (Canadian Hot 100)            | 97              |
| Чехія (IFPI)                         | 1               |
| Чехія (Singles Digitál Top 100)      | 14              |
| Франція (SNEP)                       | 5               |
| Німеччина (Official German Charts)   | 11              |
| Угорщина (Single Top 40)             | 20              |
| Італія (FIMI)                        | 7               |
| Латвія (Latvijas Top 40)             | 22              |
| Мексика (Monitor Latino)             | 9               |
| Mexico Airplay (Billboard)           | 2               |
| Польща (Polish Airplay Top 100)      | 3               |
| Польща (Dance Top 50)                |                 |
| Португалія (AFP)                     | 79              |
| Росія (Tophit)                       | 1               |
| Словаччина (IFPI)                    | 6               |
| Словаччина (Singles Digitál Top 100) | 24              |
| Словенія (SloTop50)                  | 5               |
| Іспанія (PROMUSICAE)                 | 30              |
| Швеція (Sverigetopplistan)           | 97              |
| Швейцарія (Media Control AG)         | 6               |
| Україна (Tophit)                     | 22              |
| США (Hot Dance Airplay) (Billboard)  | 22              |

### Річні чарти
| Чарт (2017)                        | Позиція |
| ---------------------------------- | ------- |
| Австрія (Ö3 Austria Top 40)        | 17      |
| Бельгія (Ultratop Wallonia)        | 59      |
| Німеччина (Official German Charts) | 26      |
| Італія (FIMI)                      | 20      |
| Польща (ZPAV)                      | 4       |
| Словенія (SloTop50)                | 15      |
| Швейцарія (Schweizer Hitparade)    | 19      |

## Сертифікації
| Регіон | Сертифікація | Продажі |
| --- | ------------ | ------- |
| Австрія (IFPI Austria) | Платина      | 30,000  |
| Бельгія (BEA) | Золото       | 15,000  |
| Канада (Music Canada) | Золото       | 40,000  |
| Франція (SNEP) | Діамант      | 233,333 |
| Німеччина (BVMI) | Платина      | 400,000 |
| Італія (FIMI) | 2× Платина   | 100,000 |
| Польща (ZPAV) | 2× Платина   | 40,000  |
| Швейцарія (IFPI Switzerland) | 2× Платина   | 60,000  |
| *продажі, що базуються лише на сертифікаціях · ^відвантаження, що базуються лише на сертифікаціях · продажі+прослуховування, що базуються лише на сертифікаціях |              |         |